# Stepin Fetchit
Stepin Fetchit (* 30. Mai 1902 in Key West, Florida als Lincoln Theodore Monroe Andrew Perry; † 19. November 1985 in Woodland Hills, Kalifornien) war ein US-amerikanischer Komiker, Schauspieler und Sänger. Der Afroamerikaner erreichte in den 1930er-Jahren Berühmtheit mit der stereotypen Darstellung des „faulen Schwarzen“, weshalb er als kontroverse Figur der amerikanischen Filmgeschichte gilt.

## Leben und Karriere
Stepin Fetchit wurde 1902 als Lincoln Theodore Monroe Andrew Perry in Florida geboren. Sein Vater war ein Zigarrenmacher aus Jamaika, seine Mutter eine Kleidermacherin aus Nassau. Beide waren in den 1890er-Jahren in die Vereinigten Staaten eingewandert und heirateten dort. Zunächst wollte seine Mutter, dass er Zahnarzt wird, doch mit zwölf Jahren lief er von zuhause weg und schloss sich einem Zirkus an. In den folgenden Jahren trat Perry als Sänger und Tänzer auf, meist in Vaudeville-Shows oder beim Zirkus. Seinen Künstlernamen Stepin Fetchit nahm er in den 1920er-Jahren an, er kam wahrscheinlich von einer Verkürzung der Redewendung "step and fetch it". Sein Filmdebüt gab er 1925 mit einer kleinen Rolle im Stummfilm The Mysterious Stranger. Den Durchbruch erreichte er 1927 mit einer Nebenrolle im Stummfilmdrama In Old Kentucky. Es folgte die Hauptrolle in Hearts in Dixie (1929), einem der ersten Filme mit hauptsächlich afroamerikanischer Besetzung. Ebenfalls 1929 spielte er die Rolle des Joe in der ersten Verfilmung des Musicalklassikers Show Boat.
Ab Ende der 1920er-Jahre konnte sich Fetchit im Tonfilm als Darsteller von afroamerikanischen Comic Reliefs einen Namen machen. Seine Figuren wirkten zwar liebenswert, zeichneten sich aber oft auch durch große Faulheit, häufige Verschrecktheit, Unterwürfigkeit und Einfältigkeit aus. Sie dienten zur Erheiterung des Filmpublikums. Als Beispiel für die Komik um seine Figuren kann man Fetchits vier Auftritte an der Seite von Komikerstar Will Rogers sehen: Obwohl beide privat befreundet waren, wurde er von Rogers’ Figuren auf der Leinwand oft paternalistisch freundlich behandelt, aber mitunter auch gedemütigt. In David Harum (1934) verkauft Rogers’ Hauptfigur sogar Fetchits Figur in einer komisch gemeinten Szene gemeinsam mit einem Pferd. Zu Fetchits weiteren Filmen gehörten Auftritte bei den Kleinen Strolchen sowie der Charlie-Chan-Film Charlie Chan in Ägypten (1936) mit Warner Oland. Auch renommierte Regisseure wie John Ford bei Judge Priest (1934) verpflichteten Fetchit für bedeutende Nebenrollen. In Hal Roachs Komödie Zenobia, der Jahrmarktselefant spielte er 1939 neben den Komikern Oliver Hardy und Harry Langdon. 
Nach Fetchits Erfolg wurden weitere afroamerikanische Schauspieler wie Willie Best, Fred Toones und Mantan Moreland auf ähnliche Rollentypen besetzt. Fetchit wird daher heute häufig zur Last gelegt, mit seinen Darstellungen die Klischees über Afroamerikaner noch verstärkt zu haben. Der Schauspieler, der selbst als gebildet galt, wehrte sich gegen diese Kritik; als eine Fernsehdokumentation 1968 ein negatives Bild von ihm zeichnete, verklagte er die Produzenten in Millionenhöhe. Fetchit verteidigte sich mit dem Hinweis, dass er der erste afroamerikanische Hollywood-Star gewesen sei und damit Türen für spätere Darsteller geöffnet habe. Mitunter entdeckten Filmhistoriker später auch subversive Elemente in Fetchits Spiel:

„Fetchit treibt mit der ihm eigenen Bravour das Klischee vom faulen Schwarzen auf die Spitze. Er gibt stets den Sklaven ohne Arg, höchstens mit einiger List, einen schwarzen Schwejk. Als solcher treibt er sein Spiel mit dem Herrn. Sein Biograf Mel Watkins nennt es »putting on old massa« – sich möglichst ungeschickt und dumm anstellen, um Arbeit und Ausbeutung auf ein Minimum zu reduzieren.“

Tatsächlich war er der populärste afroamerikanische Filmstar der 1930er-Jahre und soll durch seine Darstellungen sogar eine Million Dollar verdient haben. Ende der 1940er-Jahre musste Fetchit allerdings Insolvenz anmelden, nachdem er das Geld verschwendet hatte (er hatte zeitweise ein Dutzend Diener und noch mehr Autos). In der Zwischenzeit war der Blick der Öffentlichkeit auf seine typische Leinwandfigur kritischer geworden, nachdem sich etwa afroamerikanische Verbände beschwert hatten, und Produzenten schreckten zunehmend vor seiner Besetzung zurück. Er kam deshalb ab den 1940er-Jahren für den Rest seiner Karriere deutlich seltener zu Film- und Fernsehengagements. Spätere Filmauftritte hatte er neben James Stewart im Western Meuterei am Schlangenfluß (1952) oder in Wem die Sonne lacht (1953) von John Ford, einer Neuverfilmung von Judge Priest. Seine letzte Filmrolle spielte er 1976.
Stepin Fetchit war dreimal verheiratet, mit seiner letzten Frau Bernice bis zu ihrem Tod im Jahre 1984. Er hatte zwei Söhne, wobei sein jüngerer Sohn 1969 bei einem Amoklauf drei Menschen und dann sich selbst tötete. In den 1970er-Jahren wurde Fetchit, der auch mit Muhammad Ali befreundet war, für seine Pionierleistungen mit einem NAACP Image Award sowie einer Einführung in die Black Filmmakers Hall of Fame geehrt. Außerdem erhielt er einen Stern auf dem Hollywood Walk of Fame. Stepin Fetchit verstarb 1985 im Alter von 83 Jahren an Herzversagen in Verbindung mit einer Lungenentzündung.

## Filmografie
- 1925: The Mysterious Stranger
- 1927: In Old Kentucky
- 1928: The Devil's Skipper
- 1928: Nameless Men
- 1928: The Tragedy of Youth
- 1929: The Kid's Clever
- 1929: The Ghost Talks
- 1929: Hearts in Dixie
- 1929: Show Boat
- 1929: Thru Different Eyes
- 1929: Fox Movietone Follies of 1929
- 1929: Der Straßensänger (Innocents of Paris)
- 1929: Salute
- 1929: Big Time
- 1930: Cameo Kirby
- 1930: The Big Fight
- 1930: Swing High
- 1930: La fuerza del querer
- 1930: A Tough Winter (Kurzfilm)
- 1931: The Prodigal
- 1931: Wild Horse
- 1931: The Galloping Ghost
- 1931: Neck and Neck
- 1933: Slow Poke (Kurzfilm)
- 1934: Carolina
- 1934: David Harum
- 1934: Wir senden Sonne (Stand Up and Cheer!)
- 1934: Das Leben geht weiter (The World Moves On)
- 1934: Judge Priest
- 1934: Marie Galante
- 1934: Helldorado
- 1934: Bachelor of Arts
- 1935: The County Chairman
- 1935: One More Spring
- 1935: Charlie Chan in Ägypten (Charlie Chan in Egypt)
- 1935: Mit Volldampf voraus (Steamboat Round the Bend)
- 1935: The Virginia Judge
- 1936: 36 Hours to Kill
- 1936: Sonnenmädel (Dimples)
- 1937: Gehn wir bummeln (On the Avenue)
- 1937: Der Liebesreporter (Love Is News)
- 1937: Fifty Roads to Town
- 1938: His Exciting Night
- 1939: Zenobia, der Jahrmarktselefant (Zenobia)
- 1943: Moo Cow Boogie (Kurzfilm)
- 1945: Big Timers (Kurzfilm)
- 1946: Baby Don't Go Away from Me (Kurzfilm)
- 1946: Swingtime Jamboree
- 1946: Broadway and Main (Kurzfilm)
- 1947: I Ain't Gonna Open That Door (Kurzfilm)
- 1948: Miracle in Harlem
- 1950: Harlem Follies of 1949
- 1952: Meuterei am Schlangenfluß (Bend of the River)
- 1953: Wem die Sonne lacht (The Sun Shines Bright)
- 1969: Muhammad Ali, der Größte (Muhammad Ali, the Greatest, Dokumentarfilm)
- 1972: Cutter (Fernsehfilm)
- 1974: Amazing Grace
- 1976: Won Ton Ton – der Hund, der Hollywood rettete (Won Ton Ton, the Dog Who Saved Hollywood)